# Sigoyer (Altos-Alpes)
Sigoyer é uma comuna francesa na região administrativa da Provença-Alpes-Costa Azul, no departamento de Altos-Alpes. Estende-se por uma área de 24,38 km². Em 2010 a comuna tinha 709 habitantes (densidade: 29,1 hab./km²).